# Villa Bosquet
Pour les articles homonymes, voir Bosquet.
La villa Bosquet est une voie du 7e arrondissement de Paris, en France.

## Situation et accès
La villa Bosquet est une voie située dans le 7e arrondissement de Paris. Elle débute au 167, rue de l'Université et se termine en impasse.

## Origine du nom

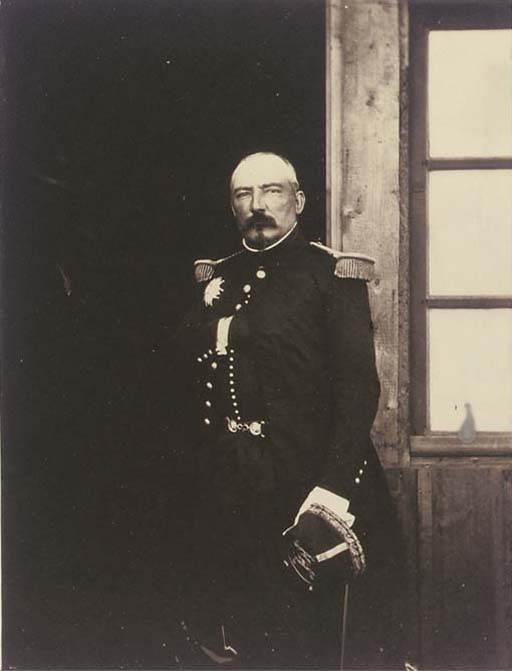
Pierre Bosquet.

Cette voie rend hommage au maréchal Pierre Joseph François Bosquet (1810-1861).

## Historique

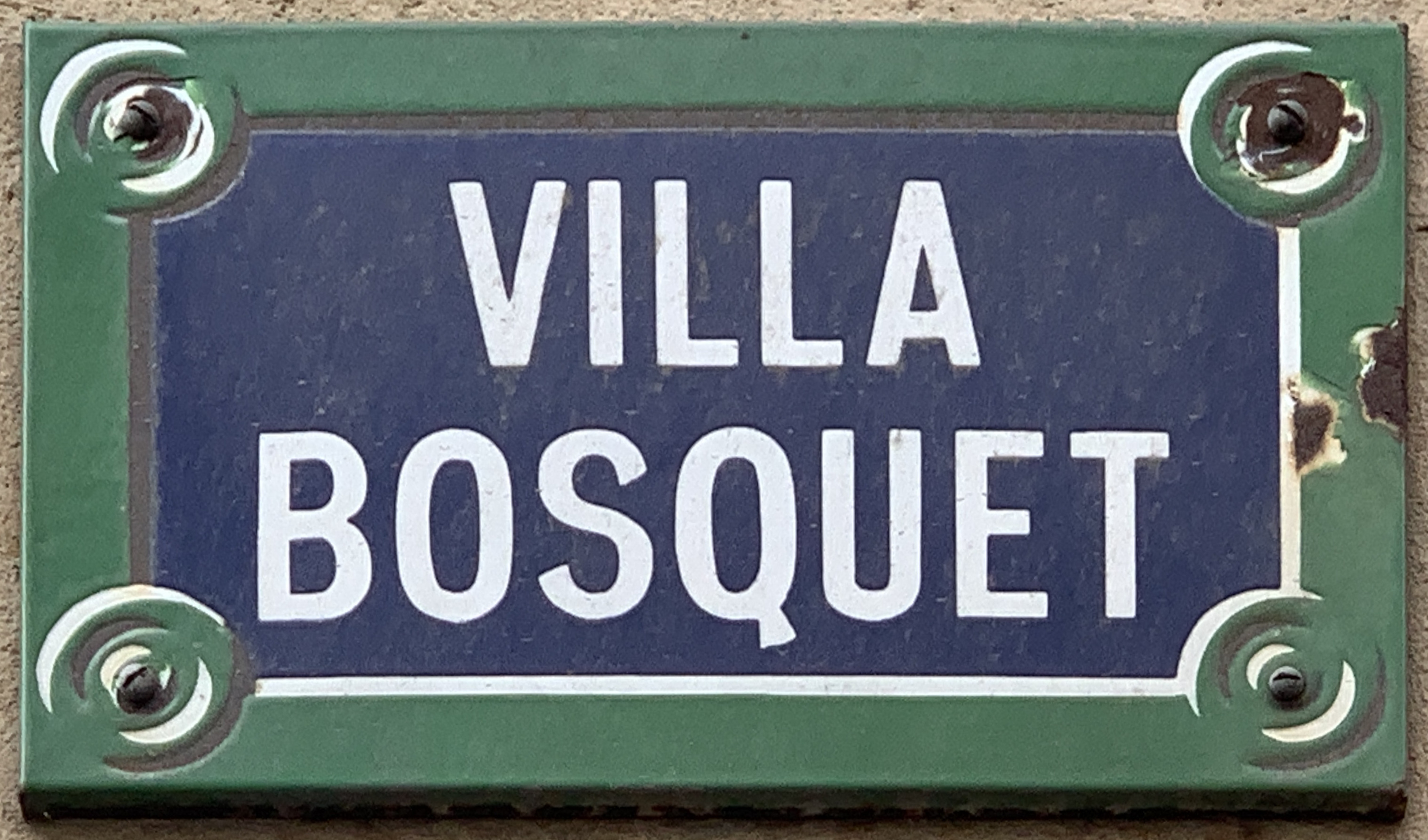
Plaque de la villa.